# 智利鼠屬
智利鼠屬（Irenomys tarsalis），哺乳綱、囓齒目、倉鼠科的一屬，而與智利鼠屬（智利鼠）同科的動物尚有巴拿馬鹿鼠屬（黃鹿鼠）、鱗尾原鼠屬（鱗尾原鼠）、漁鼠屬（特威德漁鼠）、澤鼠屬（大澤鼠）等之數種哺乳動物。